# Тростянка (приток Алешни)
Тростянка — река в Смоленской области России.
Протекает в юго-западном направлении по территории Гагаринского района. Исток — к северо-западу от деревни Рыльково, впадает в реку Алешню в 1 км от её устья по правому берегу, севернее города Гагарина. Длина реки составляет 18 км, площадь водосборного бассейна — 48 км². Населённых пунктов на реке нет.

## Данные водного реестра
По данным государственного водного реестра России относится к Верхневолжскому бассейновому округу, водохозяйственный участок реки — Вазуза от истока до Зубцовского гидроузла, без реки Яуза до Кармановского гидроузла, речной подбассейн реки — Волга до Рыбинского водохранилища. Речной бассейн реки — (Верхняя) Волга до Куйбышевского водохранилища (без бассейна Оки).
По данным геоинформационной системы водохозяйственного районирования территории РФ, подготовленной Федеральным агентством водных ресурсов:
- Код водного объекта в государственном водном реестре — 08010100312110000001159
- Код по гидрологической изученности (ГИ) — 110000115
- Код бассейна — 08.01.01.003
- Номер тома по ГИ — 10
- Выпуск по ГИ — 0